# Rolling
Rolling (Luxemburgs: Rolléng) is een plaats in de gemeente Bous-Waldbredimus en het kanton Remich in Luxemburg.
Rolling telt 106 inwoners (2001).
Assel · Bous · Erpeldange · Ersange · Roedt · Rolling · Trintange · Waldbredimus

Luxemburgse gemeenten · Kanton Remich · Luxemburg